# Ryszard z Kornwalii

Herb Ryszarda, hrabiego Kornwalii

Herb Ryszarda jako króla Niemiec

Ryszard z Kornwalii (ur. 5 stycznia 1209 w Winchesterze, zm. 2 kwietnia 1272 w Berkhamsted) – hrabia Poitou, hrabia Kornwalii, antykról niemiecki (w opozycji do Alfonsa z Kastylii) w latach 1256–1272.

## Życiorys
Pochodził z dynastii Plantagenetów. Był synem króla Anglii, Jana bez Ziemi i jego drugiej żony Izabeli d'Angoulême, córki Aymera Taillefera, hrabiego Angoulême. Jego starszym bratem był Henryk III, król Anglii. Jego młodszymi siostrami były: Joanna Plantagenet, królowa Szkocji, Izabela Plantagenet, cesarzowa niemiecka, i Eleonora Plantagenet, hrabina Leicester.
Mając 8 lat został Wysokim Szeryfem Berkshire. W 1224 r. był hrabią Poitou (Poitiers), a od 1227 r. hrabią Kornwalii. Nadania ziemskie poczynione dla Ryszarda uczyniły go jednym z najbogatszych ludzi w Europie. Podczas wypraw wojennych swego brata do Francji Ryszard trzykrotnie był regentem królestwa. Równocześnie Ryszard trzykrotnie buntował się przeciw Henrykowi III, ale zawsze godził się z bratem.
W 1231 r. poślubił Isabel Marshal, co rozczarowało króla Henryka, który planował dla brata świetniejsze małżeństwo. W tym samym roku Ryszard zakupił swoją nową rezydencję, Wallingford Castle w Berkshire, którą wyposażył dużym nakładem środków finansowych. Isabel zmarła w 1240 r. i zażyczyła sobie być pochowaną u boku męża w Tewkesbury. Ryszard pochował ją jednak w opactwie Beaulieu, ale serce żony wysłał do Tewkesbury. Później tego samego roku Ryszard wyruszył na wyprawę krzyżową do Ziemi Świętej. Nie stoczył tam żadnej bitwy, ale wynegocjował uwolnienie jeńców oraz pogrzeb krzyżowców poległych we wcześniejszej bitwie pod Gazą. Umocnił również fortyfikacje Askalonu. Podczas drogi powrotnej z Ziemi Świętej odwiedził swoją siostrę Izabelę, żonę cesarza Fryderyka II.
Ryszard był przeciwnikiem Szymona de Montfort i zbuntował się w 1238 r., w proteście przeciwko małżeństwu swojej siostry Eleonory z Szymonem. Henryk III doprowadził wkrótce do zawarcia porozumienia, ale kiedy Ryszard i Szymon wyruszyli na krucjatę umówili się, że będą podróżować oddzielnie.
W 1256 r. stronnictwo Welfów wybrało Ryszarda królem Niemiec. Wyboru dokonała tzw. „partia angielska” (arcybiskup Kolonii Konrad von Hochstaden, arcybiskup Moguncji Gerhard von Daun-Kirberg i hrabia palatyn Renu Ludwik II Wittlesbach). Ryszard kupił głosy elektorów za 28 000 marek. W 1257 r. papież Aleksander IV koronował Ryszarda w Akwizgranie. W tym samym czasie Staufowie wysunęli kandydaturę Alfonsa z Kastylii. Dwukrólewie w Rzeszy przyczyniło się do wybuchu wojny domowej, która żadnej ze stron nie przyniosła korzyści.
Utrzymywał się chaos w państwie, który w historii Rzeszy nazywany jest Wielkim Bezkrólewiem. Ryszard z Kornwalii zdołał utrzymać swoją władzę jedynie w Nadrenii; bezskutecznie zabiegał o koronę cesarską, którą miała mu przynieść wyprawa do Włoch zorganizowana w 1260 r. Nie widząc realnych szans na pokonanie przeciwników politycznych i pozyskanie dla siebie większości wśród lokalnych władców w Rzeszy wyjechał z Niemiec w 1269, nie rezygnując jednak do końca życia z tytułu króla niemieckiego.
Ryszard nie przebywał jednak długo w Niemczech. Pomiędzy 1257 a 1269 r. był tam zaledwie kilka razy. Przebywał głównie w Anglii. Brał udział u boku króla Henryka III w tzw. „drugiej wojnie baronów”. Brał udział w przegranej przez wojska królewskie bitwie pod Lewis w 1264 r. Ryszard ratował się ucieczką z pola bitwy i szukał schronienia w pobliskim wiatraku. Został jednak odnaleziony i przebywał w niewoli do września 1265 r.
Zmarł w 1272 r. Berkhamstead w Hertfordshire. Został pochowany w opactwie Hayles, które sam ufundował.

## Życie prywatne
30 marca 1231 r. poślubił Isabel Marshal (9 października 1200 – 17 stycznia 1240), córkę Williama Marshala, 1. hrabiego Pembroke, i Isabel de Clare, córki 2. hrabiego Pembroke. Ryszard i Isabel mieli razem czworo dzieci:
- Jan (1232 – 1233)
- Izabela (1233 – 1234)
- Henryk Alemański (1235 – 13 marca 1271)
- Mikołaj (zm. 15 stycznia 1240)

23 listopada 1243 r. poślubił Sanchę (ok. 1225 – 9 listopada 1261), córkę hrabiego Prowansji Rajmunda Berengara IV i Beatrycze, córki Tomasza I, hrabiego Sabaudii. Ryszard i Sancha mieli razem trzech synów:
- Ryszard (1246)
- Edmund (26 grudnia 1249 – 1300), 2. hrabia Kornwalii
- Ryszard (1252 – 1296)

16 czerwca 1269 r. poślubił słynną z piękności Beatrycze von Falkenburg (ok. 1253 – 17 października 1277), córkę Dytryka I, hrabiego von Falkenburg. Małżonkowie nie mieli razem dzieci.
Ryszard miał opinię kobieciarza. Jego kochanka, Joan de Valletort, była matką co najmniej jednego nieślubnego syna Ryszarda. Philip de Cornwall został w 1248 r. klerykiem. Inny nieślubny syn Ryszarda, Walter de Cornwall, otrzymał nadania ziemskie od swojego przyrodniego brata Edmunda i zmarł w 1313 r.

## Kultura
Ryszard i jego pierwsza żona są bohaterami powieści historycznych Virginii Henley The Marriage Prize i The Dragon and the Jewel.